# Klangwelt

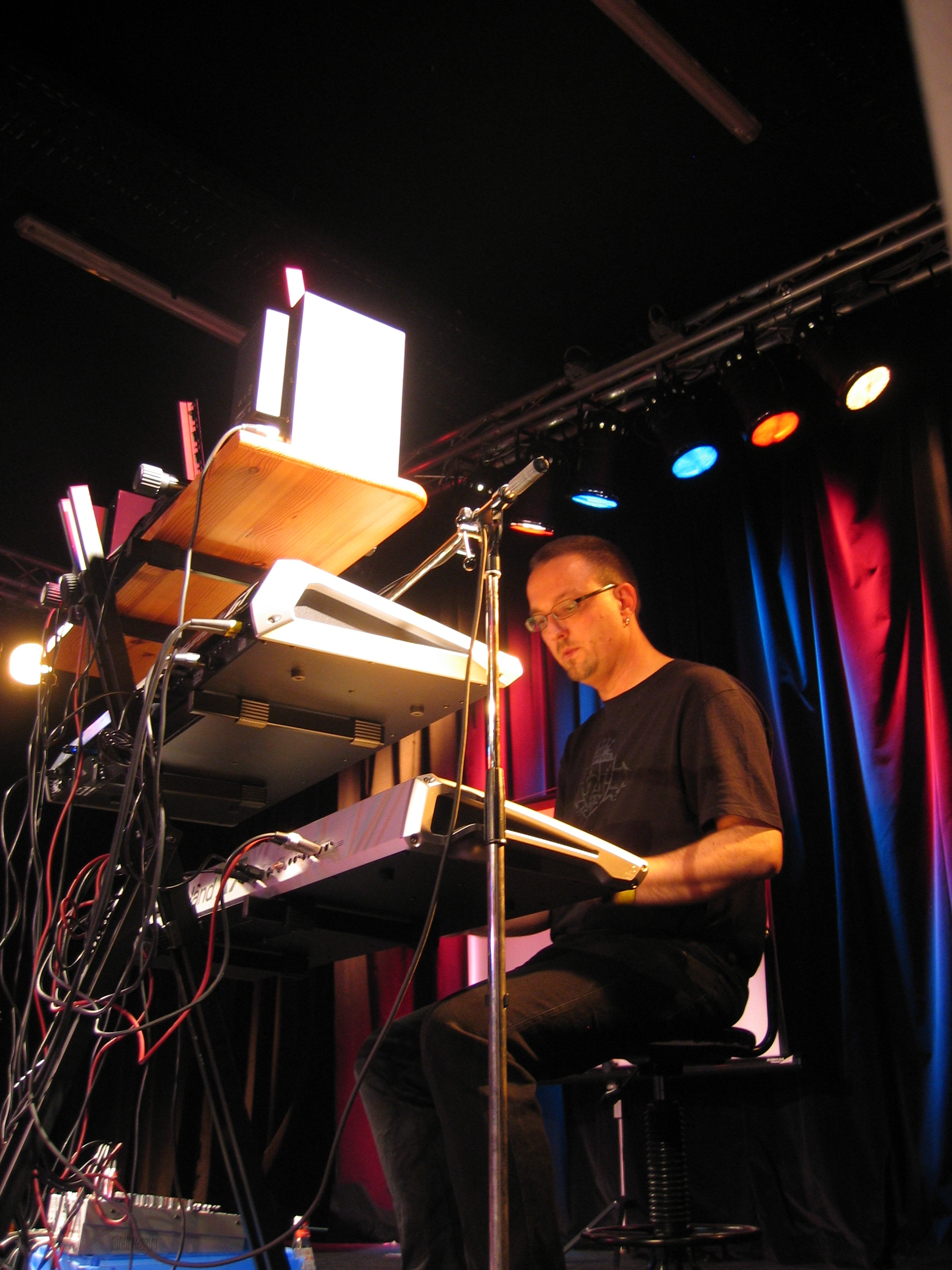
Gerald Arend bei einem Konzert in Dinslaken im Rahmen der Schallwelle -Preisverleihung, März 2009

Klangwelt ist ein Musikprojekt im Genre der elektronischen Musik bzw. der Synthesizermusik. Hinter Klangwelt verbirgt sich der Musiker Gerald Arend (* 1966) aus Norderstedt.

## Allgemeines
Gerald Arend begann bereits in den frühen 1980er Jahren, mit Synthesizern zu experimentieren. Hierbei ließ er sich von Musik der Künstler wie Jean Michel Jarre, Tangerine Dream, Vangelis oder Klaus Schulze inspirieren. Die ersten Versuche, eigene Musik zu produzieren, bestanden in der Teilnahme als Keyboarder an mehreren (unbekannten) Bands, die unter anderem Musik im Stil der Neuen Deutschen Welle und des Independent-Pop/Rocks machten. Im Laufe der Zeit baute Arend sein eigenes Homerecording-Studio auf. Mitte der 1990er Jahre begann er schließlich, eigene elektronische Instrumentalstücke unter dem Projektnamen „Klangwelt“ aufzunehmen. Erst im Jahr 2002 erschien das erste Album, nämlich die CD Weltweit; produziert wurde sie auf Lambert Ringlages Fachlabel „Spheric Music“. Diese CD stieß fortan auf eine sehr gute Resonanz in der Elektronik-Szene; Anfang 2003 wurde sie bei den Schwingungen-Wahlen zur drittbesten CD des Jahres 2002 gewählt, zugleich belegte das Stück „Nordland“ den Platz 2 in der Kategorie „Bester Titel des Jahres“ und Klangwelt selbst den ersten Platz in der Kategorie „Bester Newcomer des Jahres“. Ende 2003 veröffentlichte Klangwelt das nächste Album The Age of Numbers, das bei den nachfolgenden Schwingungen-Wahlen zur zweitbesten CD des Jahres 2003 gewählt wurde. Das Stück „Lucky Numbers“ aus diesem Album erschien 2004 auch auf dem Sampler Mystic Beats 3 des Plattenlabels ZYX Music.
Klangwelts Musikstil ist relativ vielfältig und lässt sich nicht unmittelbar mit dem eines anderen Künstlers vergleichen oder einer bestimmten Musikrichtung zuordnen. Meist handelt es sich dabei um fließende, melodische und atmosphärische Synthesizermusik, in der sich – laut offizieller Webseite – „warme, atmosphärische Klangflächen, pulsierende Rhythmen und eingängige Melodien zu gleichsam entspannenden wie anregenden Instrumentalstücken vereinen, professionell produziert in weitflächigem 3-D-Stereo-Sound“.

## Diskografie
- Weltweit (2002)
- The Age of Numbers (2003)
- XOIO (2006)
- The Incident (2018)
- Here and Why (2022)
- Second Nature (2025)

Außerdem wurde 2002 das sonst unveröffentlichte Stück Blue Planet auf ZYX-Sampler Mystic Spirits Vol.6 herausgegeben.